# Siretul Mijlociu
Siretul Mijlociu este o arie protejată (sit de importanță comunitară — SCI) din România, desemnată în scopul protejării biodiversității și menținerii într-o stare de conservare favorabilă a florei spontane și faunei sălbatice, precum și a habitatelor naturale de interes comunitar aflate în arealul zonei de protecție. Aceasta este întinsă pe o suprafață de 2.969 ha, integral pe uscat.

## Localizare
Centrul sitului Siretul Mijlociu este situat la coordonatele 46°28′58″N 26°58′18″E / 46.482875°N 26.97168°E. Situl se întinde pe teritoriile administrative ale comunelor Buhoci, Letea Veche, Nicolae Bălcescu, Prăjești, Săucești, Tamași și Traian din județul Bacău.

## Înființare
Situl Siretul Mijlociu a fost declarat sit de importanță comunitară (ROSCI0434) în ianuarie 2016 pentru a proteja 7 specii de animale.

## Biodiversitate
Situată în ecoregiunea continentală, aria protejată conține 1 habitat natural: Galerii de Salix alba și de Populus alba.
La baza desemnării sitului se află mai multe specii protejate:
- mamifere (1): vidră de râu (Lutra lutra)
- pești (5): avat (Aspius aspius), moioagă (Barbus petenyi), zvârlugă (Cobitis taenia Complex), porcușor de nisip (Romanogobio kesslerii), câră (Sabanejewia balcanica)
- reptile (1): țestoasa de baltă (Emys orbicularis)